# Miracle (chanson de Whitney Houston)
Pour l’article homonyme, voir Miracle (homonymie).
Singles de Whitney Houston
The Star-Spangled Banner (en)
(1991) My Name Is Not Susan (en)
(1991)
Miracle est une chanson de Whitney Houston écrite par L.A. Reid et Babyface. Elle est issue de l'album I'm Your Baby Tonight (1990) dont elle est un des singles.
Elle a atteint la 9e place du Billboard Hot 100.
En raison du clip vidéo, il est généralement pensé que la chanson est sur le thème d'une femme qui avorte et estime plus tard avoir fait une erreur. La chanteuse a cependant nié ce point dans un entretien avec un magazine américain.